# مقبرة 45
المقبرة رقم 45 و المعروفة علمياً بالرمز KV45 تقع في وادي الملوك في مصر، و هي مقبرة وسرحات الحامل للقب المشرف على حقول آمون و هو يعود لعهد الأسرة الثامنة عشرة.
و قد أعيد استخدام المقبرة في عهد الأسرة الثانية والعشرين من قبل حارس بيت آمون المسمى ميريسخونس.
و هذه المقبرة هي واحدة من أربع مقابر على الأقل دفن فيها موظفون كبار في الدولة و ليس ملوكاً ، و المقابر الأخرى هي:
- المقبرة 36 : مايحربري - ابن الحضانة الملكية و حامل المروحة على يمين الملك - من عهد تحتمس الرابع.)
- المقبرة 46 : يويا و تويا - والدا الملكة تيي زوجة الملك أمنحتب الثالث.
- المقبرة 48 : الوزير أمنمؤبت المسمى بايري و له مقبرة أخرى في منطقة شيخ عبد القرنة تحت رمز (TT29) - من عهد أمنحتب الثاني و تحتمس الرابع).[2]

## روابط خارجية
- مشروع تخطيط طيبة : KV45

## هوامش
1. ↑  Porter, Bertha and Moss, Rosalind, Topographical Bibliography of Ancient Egyptian Hieroglyphic Texts, Statues, Reliefs and Paintings Volume I: The Theban Necropolis, Part 2. Royal Tombs and Smaller Cemeteries, Griffith Institute. 1964, pg 563
2. ↑  Dodson, Aidan and Ikram, Salima, The Tomb in Ancient Egypt, Thames and Hudson, 2008, pg 225